# 芦田一顕
芦田 一顕（あしだ かずたか、1990年3月7日 - ）は、日本の元ラグビー選手。

## プロフィール
- 大阪府交野市出身。
- ポジションはスクラムハーフ(SH)。
- 身長 170cm、体重 76kg
- ニックネームはあっしー。
- U20日本代表候補に選ばれたことがある[1]。

## 略歴
中学校からラグビーを始めた。
2008年、東海大仰星高校卒業後、関西学院大学に入る。なお東海大仰星高校時代、高校日本代表候補に選ばれたことがある。
2012年、関西学院大学卒業後、サントリーサンゴリアスに加入。同年9月22日に行われたジャパンラグビートップリーグ第4節のキヤノンイーグルス戦に途中出場で公式戦初出場を果たす。 
2020年、現役を引退した。